# Iginio Straffi
Iginio Straffi (ur. 30 maja 1965 w Gualdo) – założyciel i prezes Rainbow Group, z siedzibą w regionie Le Marche we Włoszech. Rainbow to największe i wiodące studio animacji w Europie, znane ze słynnego na całym świecie programu telewizyjnego „Klub Winx”.

## Życiorys
Pasja i talent artystyczny Straffi w pisaniu i rysowaniu komiksów był widoczny już w młodym wieku, gdy był jeszcze na uniwersytecie, kiedy był pod okiem wiodącego wtedy we Włoszech i najbardziej prestiżowego wydawnictwo komiksów „Sergio Bonelli Editore” w Mediolanie. Został zatrudniony, jako główny dyrektor kreatywny w znanej sadze komiksów Nick Raider, co uczyniło go najmłodszym artystą, który ponosił taką odpowiedzialność za samego dyrektora generalnego studia, Sergio Bonelli'ego.
Bardzo szybko, utalentowane prace Straffi'ego trafiły do wielu programów telewizyjnych i filmowych dla różnych studiów animacji w całej Europie.
W 1995 roku Straffi postanowił wrócić do Włoch, gdzie w rodzinnym regionie Le Marche założył małe studio animacji Rainbow. W ciągu nieco ponad 10 lat, pod kierownictwem wizjonera Straffi'ego, Rainbow szybko przekształciło się w międzynarodową grupę rozrywkową składającą się z ponad 10 firm, od studia telewizyjnego i filmowego, przez szkołę animacji 3D Rainbow CGI University, przez wydawnictwo Tridimensional, aż po studio gier i park rozrywki Rainbow Magic Land.

## Filmografia
Pełnometrażowe
- Klub Winx – tajemnica zaginionego królestwa (2007) - reżyser
- Tommy & Oskar (2007) - reżyser
- Winx Club: Magiczna przygoda (2010) - reżyser
- Prawie jak gladiator (2012) - reżyser
- Winx Club: Tajemnica morskich głębin (2014) - reżyser

Seriale
- Tommy & Oscar (1998–2002)[7] - reżyser
- Prezzemolo (2002) - reżyser
- Klub Winx (od 2004)[7] - reżyser
- Monster Allergy (2005–2006)[7] - reżyser
- Huntik: Łowcy tajemnic (2009)[7] - reżyser
- PopPixie (2010)[7] - reżyser
- Mia i Ja (2011–2016)[7] - reżyser
- Świat Winx (2016–2018) - reżyser
- Królewska Akademia Bajek (2016–2018)[7]  - reżyser
- Maggie i Bianca (2016–2017) - reżyser
- 44 koty (od 2018)[7] - reżyser
- Club 57 (od 2019)[8] - doradca i kierownik produkcji
- Fate: The Winx Club Saga (2020) - doradca

Teatr
- Winx Power Show – doradca i konsultacja merytoryczna
- Winx on Tour - doradca i konsultacja merytoryczna
- Winx on Ice - doradca i konsultacja merytoryczna